# Черни Искър
Черни Искър е река в България, Рила, Софийска област – община Самоков, лява съставяща на река Искър. Дължината ѝ е 23 km.
Река Черни Искър води началото си от Езерото на чистотата в Рила, като събира водите си от обширния циркус между Зелени връх и връх Харамията, североизточно от връх Дамга, на около 2510 m н.в. под името Прави Искър. Тече в североизточна посока в дълбока залесена долина, преминава през Говедарската котловина и на 500 m северно от село Бели Искър, на 1047 m н.в. се съединява с идващата отдясно река Бели Искър и двете реки образуват река Искър.
Площта на водосборния басейн на реката е 237 km2, което представлява 2,7% от водосборния басейн на река Искър.
Основните притоци на Черни Искър са отдясно, които отводняват Чанакгьолските, Мальовишките, Урдините и Прекоречките езера.
- ← Бела вода
- ← Студена вода
- ← Урдина река
- ← Мальовица
- ← Ръждавица
- ← Прека река
- ← Павловица
- ← Лопушница
- ← Джупаница
- ← Юручка река
- ← Гърковица
- → Лакатица
- ← Милчиница
- ← Сапарчев дол
- ← Леви Искър
- → Дълбоки дол

Многогодишният среден отток при село Говедарци е 1,6 m3/s, като максимумът е в периода от април до юли, а минимумът – от август до ноември. Подхранването е предимно снегово.
По течението на Черни Искър са разположени 2 села: Говедарци и Маджаре.
Водите на Черни Искър се използват главно за напояване.

## Топографска карта
- Лист от карта K-34-71. Мащаб: 1 : 100 000.
- Лист от карта K-34-72. Мащаб: 1 : 100 000.